# Oorcicade
De oorcicade (Ledra aurita) is een halfvleugelig insect uit de familie van de dwergcicaden (Cicadellidae).

## Kenmerken
De oorcicade heeft een opvallend uiterlijk, doordat aan het halsschild twee flapachtige uitstulpingen, de "oren", zitten. De kop is tamelijk plat. Het volwassen insect is 13 tot 18 millimeter groot. Hij lijkt op de doorncicade (Centrotus cornutus), die echter meer stekelige uitstulpingen heeft en minder plat is. 
De oorcicade leeft goed verborgen op stammen van bomen en struiken, met name op eik. Hij is daardoor lastig te vinden. Nachtvlinderaars vangen hem nog wel eens in een nachtvlinderval, en ook op verlichte ruiten komt hij wel af. 
De oorcicade ontwikkelt zich in twee jaar. De volwassen dieren leven van juli tot september. Als jonge nimf overwintert hij het eerste jaar, als bijna volwassen nimf het tweede jaar.

## Verspreiding
Ledra aurita heeft een verspreidingsgebied van Europa tot Siberië en zuidelijk tot Noord-Afrika (Palearctisch gebied). Hij leeft in open en gesloten loofbossen, waar hij meestal in de boomtoppen verblijft. De cicadesoort is plaatselijk algemeen, maar moeilijk te vinden vanwege zijn goede camouflage en verborgen levensstijl.

## Taxonomie
De soort werd vermeld door Linnaeus als Cicada aurita in de tiende editie van Systema naturae. Het is de typesoort van het geslacht Ledra. Het geslacht omvat meer dan veertig soorten, met het centrum van het verspreidingsgebied in Oost-Azië. Ledra aurita is de enige Europese soort van het geslacht, evenals de gehele onderfamilie Ledrinae.